# Schwerflüssigkeit
Als Schwerflüssigkeit bezeichnet man, vor allem in der Mineralogie, eine Flüssigkeit mit hoher Dichte. Sie werden in der Mineralogie zur Dichtebestimmung mit der Schwebemethode und zur Trennung von Mineralgemischen verwendet.

## Schweretrennung (Sink-Schwimm-Aufbereitung)
Schwerflüssigkeiten werden in der Mineralogie zur Schweretrennung von Mineralien verwendet. Dazu wird das zu trennende heterogene Material zunächst vorsichtig zerkleinert. Dabei ist es zu vermeiden, dass die einzelnen Mineralbestandteile selbst zerbrechen. Das zerkleinerte Material wird nun in die Schwerflüssigkeit gegeben. Dabei setzen sich die Mineralien mit einer Dichte, die höher als die der verwendeten Flüssigkeit ist, am Boden des Gefäßes ab, während die leichteren Bestandteile aufschwimmen. Lediglich die Mineralien, deren Dichte der der Flüssigkeit entspricht, bleiben in der Schwebe. Eine Auftrennung in zwei bzw. drei Fraktionen ist somit recht einfach möglich. Durch Änderung der Dichte der Schwerflüssigkeit, beispielsweise durch Abmischen mit einer anderen Flüssigkeit, kann eine andere Dichte eingestellt werden und die erhaltenen Fraktionen können ggf. weiter fraktioniert werden.

## Toxizität
Die klassischen in der Mineralogie verwendeten Schwerflüssigkeiten, wie beispielsweise 1,1,2,2-Tetrabromethan (Muthmanns Flüssigkeit), Kaliumtetraiodomercurat(II) (Thoulets Lösung), Bromoform und Methyleniodid, sind ausgesprochen toxisch. Prinzipiell kann heute auf die toxischen Flüssigkeiten weitgehend verzichtet werden, da mit untoxischen wässrigen Natriumpolywolframat-Lösungen ein Dichtebereich von 2,5–3,1 g·cm−3 mit niedriger Viskosität eingestellt werden kann. Durch den Zusatz von feinstteiligem Wolframcarbid-Pulver kann die Dichte sogar auf bis 4,6 g·cm−3 erhöht werden.

## Auswahl klassischer Schwerflüssigkeiten mit einer Dichte >2,0 g·cm−3
| Bezeichnung                                    | Dichte in g·cm−3 |
| ---------------------------------------------- | ---------------- |
| 1,2-Dibromethan                                | 2,056            |
| cis-1,2-Dibromethen                            | 2,246            |
| trans-1,2-Dibromethen                          | 2,231            |
| Dibrommethan                                   | 2,453            |
| Bromal                                         | 2,550            |
| Bromoform                                      | 2,890            |
| 1,1,2,2-Tetrabromethan (Muthmanns Flüssigkeit) | 2,963            |
| Natriumpolywolframat                           | 3,100            |
| Thoulets Lösung                                | 3,196            |
| Diiodmethan                                    | 3,233            |
| Indium(III)-iodid                              | 3,40             |
| Bariumquecksilberiodid                         | 3,57             |
| Clerici-Lösung                                 | 4,25             |

## Schwerste Flüssigkeit
Quecksilber ist bei Raumtemperatur die schwerste Flüssigkeit mit 13,6 g·cm−3. Aber die schwerste Flüssigkeit unabhängig von der Temperatur ist flüssiges Osmium (ein seltenes Metall) an seinem Schmelzpunkt von 3033 °C und einer Dichte von 22,59 g·cm−3, 1,65-mal so schwer wie Quecksilber.